# 오스카르 움베르토 메히아 빅토레스
오스카르 움베르토 메히아 빅토레스(스페인어: Óscar Humberto Mejía Victores, 1930년 12월 9일 ~ 2016년 2월 1일)는 과테말라의 군인이며 제39대 대통령이다. 에프라인 리오스 몬트 정권 하에서 국방부 장관을 지냈으며, 1983년 쿠데타를 일으켜 리오스를 축출하고 권좌에 올랐다. 집권 이후 국민들의 지속적인 민주화 요구를 수용하여 의회를 결성하였고, 민주적인 총선거를 약속하였다. 1985년 선거에서 비니시오 세레소가 집권하여, 카를로스 아라나를 시작으로 한 군사 정부는 16년 만에 종말을 고하게 된다.